# رونی میلساپ
رونی میلساپ (انگلیسی: Ronnie Milsap؛ ۱۶ ژانویهٔ ۱۹۴۳) خواننده و موسیقی‌دان اهل ایالات متحده آمریکا است.
 وی از سال ۱۹۶۳ میلادی تاکنون مشغول فعالیت بوده‌است.